# Arcangues
Arcangues település Franciaországban, Pyrénées-Atlantiques megyében. Lakosainak száma 3588 fő (2022. január 1.). Arcangues Bassussarry, Ahetze, Anglet, Arbonne, Biarritz, Saint-Pée-sur-Nivelle és Ustaritz községekkel határos.

## Népesség
A település népességének változása:
| Lakosok száma | 3141 | 3145 | 3225 | 3160 | 3188 | 3195 | 3326 | 3457 | 3588 |
|               | 2013 | 2015 | 2016 | 2017 | 2018 | 2019 | 2020 | 2021 | 2022 |